# Pomatocalpa bhutanicum
Pomatocalpa bhutanicum là một loài thực vật có hoa trong họ Lan. Loài này được N.P.Balakr. miêu tả khoa học đầu tiên năm 1978.